# Проєкт Y
Лабораторія Лос Аламос, також відома під назвою Проєкт Y, була секретною лабораторією, започаткованою в рамках Мангеттенського проєкту під час Другої світової війни і знаходилася під керуванням Каліфорнійського університету. Її завданням було розробити і побудувати першу в світі атомну бомбу. Першим її директором був Роберт Оппенгеймер, в період від 1943 до грудня 1945, потім його замінив Норріс Бредбері. Для того, щоб вчені могли вільно комунікувати про проведення своєї роботи але в той же час зберігати безпеку, лабораторія знаходилася у віддаленій частині Нью-Мексико. Під час війни лабораторія займала будівлю, яка колись була частиною школи Ранчо Лос Аламос.
Початково зусилля розробників були зосереджені на зброї із ядерним поділом гарматного типу із використанням плутонія, що називалася Худий (англ. Thin Man). В квітні 1944, в лабораторії Лос Аламос визначили, що швидкість спонтанного поділу плутонію в ядерному реакторі була занадто великою через присутність плутонію-240 і спричинило б предетонацію, ланцюгову ядерну реакцію до того як ядро було б повністю зібране. Згодом Оппенгеймер реорганізував лабораторію і все ж таки організував зрештою успішну спробу щодо альтернативної розробки запропонованої Джоном фон Нейманом, ядерної зброї імплозійного типу, вона мала назву Товстун. Варіант із ядерним поділом гарматного типу, що відомий під назвою Малюк було розроблено із використанням урану-235.

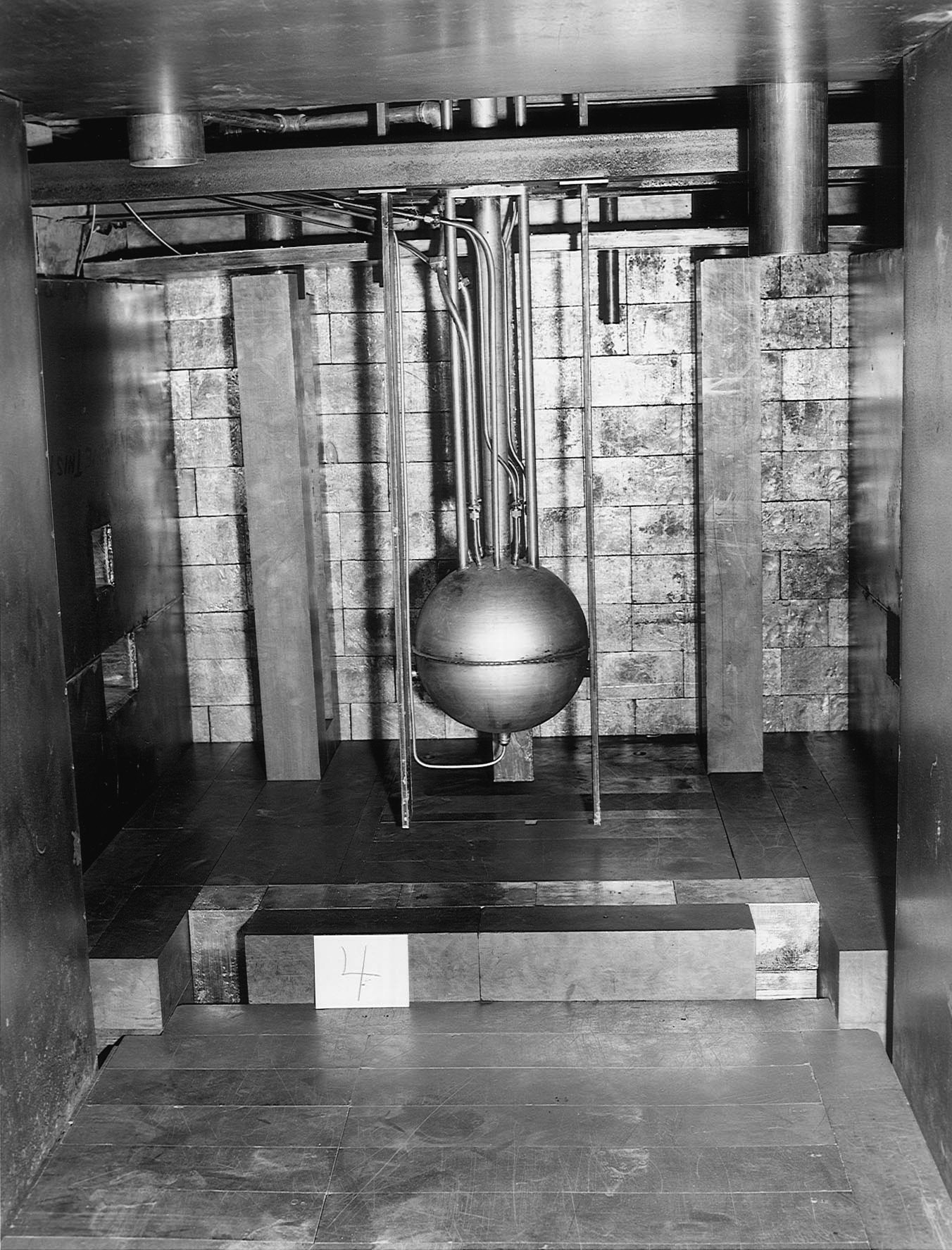
Водяний Бойлер

Хіміки із лабораторії Лос Аламос розробили методи очищення урану і плутонію, останній метал існував лише в мікроскопічних кількостях коли розпочався Проєкт Y. Металурги виявили, що плутоній мав неочікувані властивості, але з рештою спромоглися перетворити його у металеву сферу. В лабораторії побудували Водяний Бойлер (англ. Water Boiler), водяний однорідний реактор, що став третім в світі робочім реактором. Тут також досліджували термоядерну бомбу Супер, яка б використовувала бомбу із ядерним розкладом для запалення реакції ядерного синтезу у дейтерії і тритії.
Бомбу Товстун випробували у ядерному випробуванні Трініті в липні 1945. Персонал проєкту Y сформував команди для формування ядер і команди по збору бомб, які використали атомному бомбардуванні Хіросіми і Наґасакі і брали участь у бомбардуванні як зброярі і спостерігачі. Після закінчення війни, лабораторія працювала над підтримкою Операції «Кросроудс» — ядерних випробуваннях у атолі Бікіні. Для контролю за випробуваннями було створено новий Підрозділ Z, накопичення зарядів і збірка бомб були зосереджені на базі Сандія. Лабораторія Лос Аламос в 1947 стала називатися Лос-Аламоською національною лабораторією.

## Передумови і походження

### Ядерний поділ та атомні бомби
Відкриття нейтрона Джеймсом Чедвіком в 1932, після якого відбулося відкриття реакції поділу ядра німецькими хіміками Отто Ганом і Фріцом Страссманом в 1938, і його теоретичного пояснення (і назви), яке трохи згодом зробили Ліза Майтнер і Отто Роберт Фріш, відкрило можливість здійснювати контрольовану ланцюгову ядерну реакцію із використанням урану. В ті часи в Сполучених Штатах декілька науковців припускали можливе практичне створення ядерної зброї,, але можливість того, що атомну зброю можуть створити в рамках Німецької ядерної програми дуже турбувало науковців, які були біженцями із Нацистської Німеччини й інших фашистських країн, і вони написали лист Ейнштейна-Сіларда аби попередити про це президента Франкліна Рузвельта. Це спонукало тому, що попередні дослідження почалися в Сполучених Штатах вже наприкінці 1939 р.

При ядерному поділі, ядро атома важкого елемента розпадається на два більш легких елемента, якщо захоплює нейтрон. Якщо при цьому виділяються ще нейтрони, тоді можлива ланцюгова ядерна реакція.

В Сполучених Штатах прогрес відбувався повільно, але у Великій Британії два фізики, що були біженцями з Німеччини: Отто Фріш і Рудольф Пайєрлс, в Бірмінгемському університеті, вивчали теоретичні питання пов'язані із розробкою, виробництвом і використанням атомних бомб. Вони розглянули що станеться із сферою чистого урану-235, і встановили що може не тільки відбутися ланцюгова реакція, але й що достатньо буде лише 1 кг урану-235 аби звільнилося стільки енергії, що буде еквівалентно сотням тон тротила. Їхній начальник, Марк Оліфант, відніс написаний ними меморандум Серу Генрі Тізарду, голові комітету з наукового спостереження повітряної боротьби (CSSAW), який в свою чергу передав його Джорджу Педжету Томсону, якому CSSAW делегувала відповідальність за дослідження урану. CSSAW створили комітет MAUD аби дослідити це. У своєму фінальному звіті липня 1941 р., комітет MAUD прийшов до висновку, що ядерна зброя є не тільки реально здійсненною, але і може бути створена уже в 1943 р. У відповідь, уряд Великої Британії створили проєкт із ядерної зброї відомий під назвою Tube Alloys.
Сполучені Штати досі мало квапилися, оскільки на відміну від Британії вони досі не були втягнуті в Другу світову війну, тому Оліфант полетів туди в кінці серпня 1941, і вів розмови із американськими науковцями, в тому числі із своїм другом Ернестом Лоуренсом в Університеті Каліфорнії. Йому не тільки вдалося переконати їх в можливості створення атомної бомби, але і спонукати Лоренса перетворити свій 37 см циклотрон у гігантський мас-спектрометр для розділення ізотопів— техніка, яку Оліфант освоїв в 1934. В свою чергу, Лоуренс залучив свого друга і колегу Роберта Оппенгеймера перевірити фізичні викладки звіту комітету MAUD, що був обговорений при зустрічі в Головній дослідницькій лабораторії з електроніки в Скенектаді, Нью-Йорк, 21 жовтня 1941.
У грудні 1941, Підрозділ S-1 Управління з наукових досліджень та розробок (OSRD) назначили Артура Комптона головним відповідальним за розробку бомби. Він делегував завдання з проєктування бомби і дослідження з розрахунку швидких нейтронів—що було ключовим для розрахунку критичної маси і детонації—Грегорі Брейту, посаду якого почали називати «Координатор із Швидкого Розриву», а Оппенгеймера назначили його помічником. Але Брейт не знайшов згоди із іншими науковцями, які працювали в Металургійній лабораторії, зокрема з Енріко Фермі, з приводу заходів безпеки, і звільнився 18 травня 1942. Комптон згодом назначив замість нього Оппенгеймера. А Джона Ментлі, фізика із Металургійної Лабораторії, було назначено помічником Оппенгеймера, для зв'язку і координації із групами фізиків експериментаторів, що були розкидані по країні. Оппенгеймер і Роберт Сербер із Іллінойського Університету дослідили задачі дифузії нейтронів — як нейтрони рухаються при ядерній ланцюговій реакції — і гідродинаміку — як може поводитися вибух, який створюється ланцюговою реакцією.

### Ідеї конструкції бомби

При ядерному синтезі, ядра легших елементів зливаються і утворюють важчі елементи.

Для розгляду цієї роботи і загальної теорії реакцій поділу Оппенгеймер і Фермі збирали зустрічі в Чиказькому університеті у червні та у Каліфорнійському університеті в Берклі у липні, до яких залучили теоретичних фізиків Ганса Бете, Джона ван Флека, Едварда Теллера, Еміля Конопінські, Роберта Сербера, Стена Франкеля і Ельдреда Нельсона, три останніх були колишніми студентами Оппенгеймера, і експериментальних фізиків Еміліо Сегре, Фелікса Блоха, Франко Різетті, Джона Менлі, і Едвіна Макміллана. Вони невпевнено підтвердили, що бомба внаслідок поділу ядра є теоретично можливою.
Але досі існувало багато невідомих факторів. Властивості чистого урану-235 були порівняно невідомі; тим більше плутонія — елементу, який лише нещодавно було відкрито Гленом Сіборгом і його командою в лютому 1941, але який теоретично був розщеплюваним. Науковці конференції в Берклі передбачили можливість отримання плутонію у ядерному реакторі із атомів урану-238, які поглинають нейтрони із атомів урану-235 що розділилися. На даний момент не існувало жодного побудованого реактору, а плутоній був доступний лише в мікроскопічних кількостях, які було отримано за допомогою циклотронів.
Існувало багато способів формування матеріалу розпаду у критичну масу. Найпростішим методом було відстрілювання «циліндричної пломби» у сферу з «активного матеріалу» із «нейтронним рефлектором» — щільним матеріалом який би сфокусував нейтрони в середину і зберігав би реактивну масу разом для збільшення її ефективності. Вони також розглядали конструкції із використанням сфероїдів, примітивної форми «імплозії», яку запропонував Річард Толмен, і можливість використання автокаталізуючих методів, які б збільшили ефективність бомби при вибуху.
Із огляду на те, що ідея бомби із ядерним розщепленням теоретично була узгоджена—принаймні поки ще не було отримано більше експериментальних даних—обговорення на конференції в Берклі згодом повернулося в інший бік. Едвард Теллер підштовхував до обговорення більш потужної бомби: яку назвали «Супер» (англ. «Super»), яку сьогодні знають як «термоядерну бомбу», яка б використовувала вибухову силу здетонованої бомби розпаду для запалення реакції ядерного синтезу між дейтерієм і тритієм. Теллер пропонував схему за схемою, але Бете відкинув кожну з них. Ідею синтезу було відкладено аби зосередити увагу на бомбах із розщепленням. Теллер також озвучив умоглядну можливість, що атомна бомба може «запалити» атмосферу припустивши гіпотетично можливу реакцію злиття ядер азоту, але Бете розрахував що цього не може відбутися, і навів звіт у співавторстві із Теллером в якому показав що «ніякої самовідтворювальної ланцюгової ядерної реакції, швидше за все, не може відбутися».

### Концепція лабораторії
Своєрідне керування Оппенгеймером липневою конференцією вразило його колег; його розуміння та здатність керувати і знаходити мову навіть з найважчими людьми вразили навіть тих хто добре його знав. В результаті конференції, Оппенгеймер побачив, що вони досить добре опанували фізику, але досі необхідна значна робота із інженерії, хімії, металургії і артилерійських аспектів з побудови атомної бомби. Він переконався, що розробка бомби потребує середовища, у якому люди змогли б вільно обговорювати задачі і таким чином зменшити марнотратне повторення і дублювання зусиль. Він аргументував, що з точки зору безпеки було б найкраще створити центральну лабораторію у ізольованій місцевості.
Директором Мангеттенського проєкту 23 вересня 1942 став бригадний генерал Леслі Гровз. Він відвідав Берклі аби побачити калютрони Лоуренса, і зустрівся з Оппенгеймером, який надав йому звіт про розробку бомби 8 жовтня. Гровз зацікавився пропозицією Оппенгеймера щодо створення окремої лабораторії з розробки бомби. Коли вони знову зустрілися в Чикаго тиждень поспіль, він запросив Оппенгеймера обговорити це питання. Гровз повинен був встигнути на поїзд до Нью-Йорка, тому пів попросив Оппенгеймера скласти йому компанію, аби вони могли продовжити розмову. Гровз, Оппенгеймер, і полковник Джеймс Маршалл та лейтенант полковник Кеннет Нікольс всі зібралися в одному тісному купе де вони обговорити як можна створити лабораторію для створення бомби, і як вона функціонуватиме. Згодом Гровз запросив Оппенгеймера до Вашингтона, де той обговорював це питання із Веннівером Бушем, директором OSRD, і Джеймсом Б. Конантом, головою Наукового комітету національної оборони (NDRC). 19 жовтня, Гровз затвердив започаткування лабораторії із створення бомби.
Хоча здавалося логічним, що Оппенгеймер є тією людиною, яка мала б очолити лабораторію, що стала відома під назвою «Проєкт Y», він мав не великий адміністративний досвід; Буш, Конант, Лоуренс і Гарольд Юрі всі висловили застереження щодо цього. Крім того, на відміну від інших лідерів проєкту—Лоуренса в Радіаційній лабораторії Берклі, Комптона в металургійному проєкті в Чикаго, і Юрі в SAM Laboratories в Нью-Йорку—Оппенгеймер не мав Нобелівської премії, що викликало занепокоєння, що він не матиме достатнього престижу аби мати справу із видатними вченими. Існували також питання з приводу безпеки; багато із найближчих партнерів Оппенгеймера були активними членами Комуністичної партії, у тому числі і його дружина Кітті, подруга Джин Тетлок, брат Френк і дружина Френка Джекі. Врешті-решт, Гровс особисто видав розпорядження оформити Оппенгеймера 20 липня 1943.

## Вибір місця

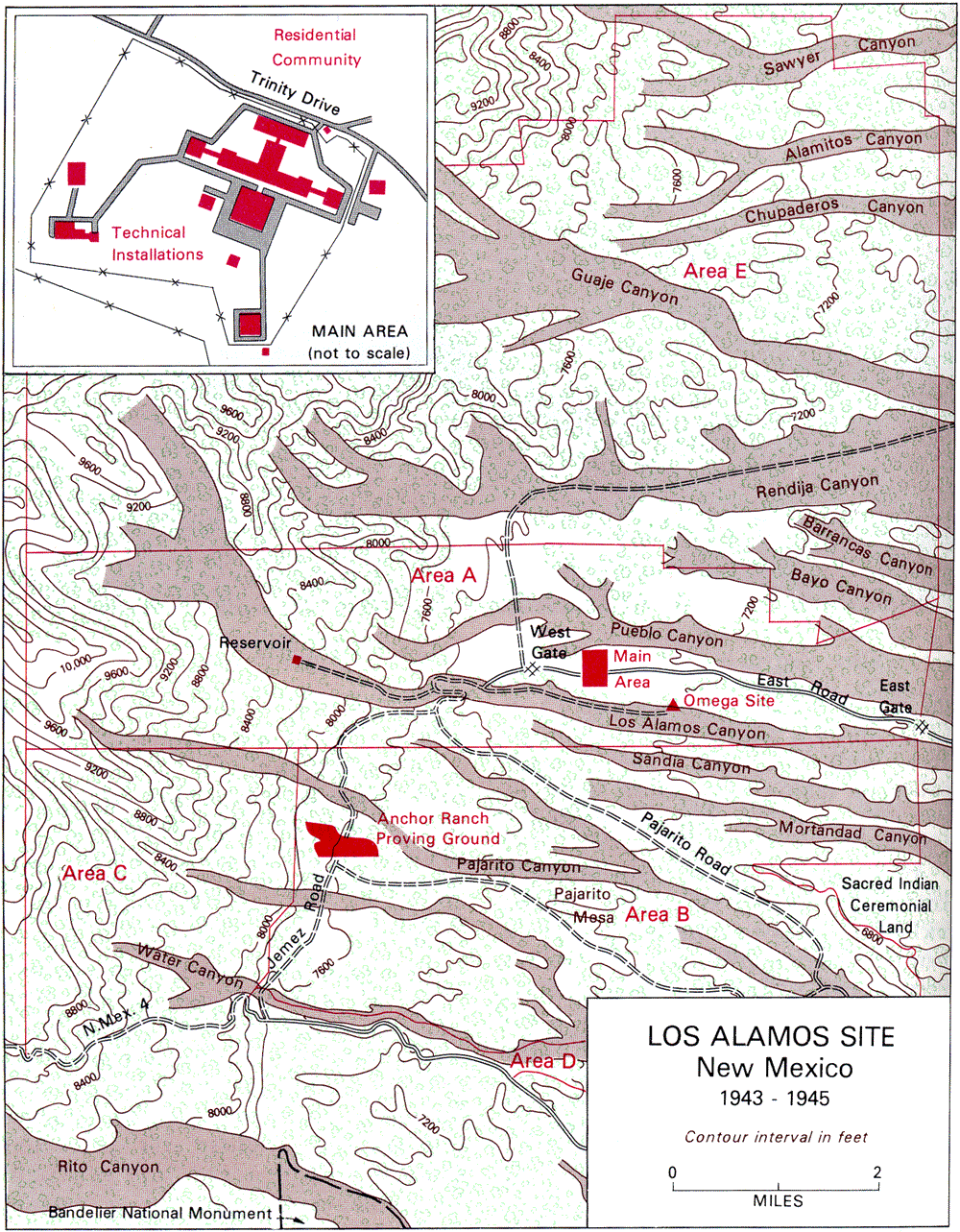
Мапа округу Лос Аламос, Нью Мексіко, 1943–45

Розглядалися варіанти щодо розташування Проєкту Y поруч із Металургійною Лабораторією в Чикаго, або у «Клінтонському інженерному заводі» в Оук-Ридж, Теннессі, але зрештою вирішили що найкращим буде віддалене місце. Місце у районі Лос-Анджелеса було відхилене з міркувань безпеки, а те, що пропонувалося біля Ріно в Неваді вважали занадто недоступним. За рекомендацією Оппенгеймера, пошук звузився до місцевості Альбукерке, Нью-Мексико, де Оппенгеймер мав у володіннях ранчо в Сангре де Крісто. Клімат був м'яким, із повітряним і залізничним сполученням в Альбукерке, воно було достатньо віддалене від Західного узбережжя США і не доступне для можливих нападів Японії, а щільність населення була не великою.
В жовтні 1942, Майор Джон Дадлі із Манхеттенського інженерного округу (військового компоненту Манхеттенського проєкту) обстежив місця довкола Ґаллапу, Лас-Веґас, Ла Вентана, Джемез Спрінгз, і Отові, і рекомендував місцевість поблизу Джемез Спрінгз. 16 листопада, Оппенгеймер, Гровз, Дадлі і інші відвідали це місце. Оппенгеймер побоювався, що високі скелі, що оточували це місце будуть викликати відчуття клаустрофобії в людей, а інженери турбувалися про можливі повені. Після чого учасники вирушили до місцевості Отові, округу школи ранчо Лос Аламос. Оппенгеймер був вражений і висловив чітку підтримку цього варіанту, посилаючись на красиву природу і краєвиди гір Сангре де Крісто, які, як він сподівався, надихатимуть тих, хто працює над проєктом. Інженери були стурбовані поганим сполученням дорогою, і можливістю забезпечити адекватною подачею води, але в іншому вважали місце ідеальним.
Заступник міністра війни США, Роберт Паттерсон, схвалив вибір місце 25 листопада 1942, виділивши $440000 для придбання ділянки в 54 000 акрів (22 000 га), з яких 8 900 акрів (3600 га) уже належали федеральному уряду. Міністр сільського господарства Клод Вікард надав у розпорядження близько 45100 акрів (18300 га) земель служби лісу США у розпорядження Військового міністерства США «на той час поки існуватиме військова необхідність». Потреба в земельних площах для побудови нової дороги і згодом для прокладання поруч з дорогою 25-мильної (40 км) лінії електропередач, в остаточному підсумку призвела до купівлі 45737 акрів (18 509,1 га) землі військовими, але з рештою було витрачено $414971. Великими пунктами витрат стала школа, яка була оцінена в $350000, і ранчо, яке коштувало $25000. Обидва продавця найняли юристів для укладання угоди з урядом, а іспанським мешканцям житлових будинків було виплачено по $7 за акр. Право на випас тварин в даній місцевості було скасовано, а приватні землі була викуплена або піддана експропріації відповідно до закону про повноваження під час Другої світової війни. Петиції з експропріації були сформульовані таким чином, аби охопити всі мінеральні, водні, лісові та інші майнові права, так щоб приватні особи не мали підстав для в'їзду на ці території. Місцевість мала таку неправильну форму кордонів, через примикання до неї Національного пам'ятника Бандельєр і священного поховання корінних американців.

## Спорудження

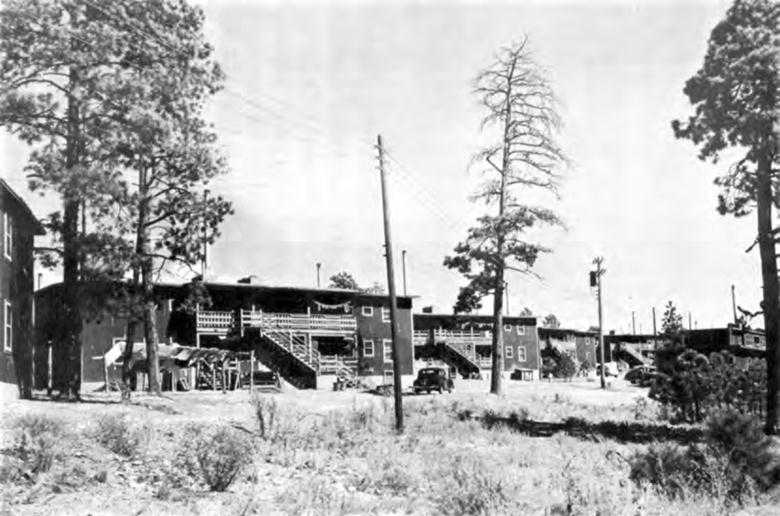
Чотири сімейні житлові будинки в Лос-Аламосі

Важливу увагу при придбанні цієї місцевості приділяли існуванню на цій території школи. Вона включала в себе 54 будівель, з яких 27 були будинками, гуртожитками або іншими спорудами які в загальній сукупності забезпечували 4331,7 м2 житлової площі. Серед інших споруд були лісопильня, льодовня, стодоли, столярний цех, стайні і гаражі, із загальною площею в 2746 м2. У сусідньому ранчо було чотири будинки і сарай. Будівельні роботи велися під керівництвом інженерного військового корпусу з Альбукерке до 15 березня 1944, коли подальшу відповідальність взяв на себе Манхеттенський Інженерний Корпус. Архітектором і інженером була залучена компанія «Віллард Крюгер та партнери» із Санта-Фе, Нью-Мексико. Компанія «Black & Veatch» була залучена для будівництва комунальної інфраструктури в грудні 1945. Перша компанія отримала $743706.68 а остання $164116 до завершення Манхеттенського проєкту в 1946. Район Альбукерку виділив $9.3 мільйони на будівництво в Лос Аламос, а Район Манхеттен, решту $30.4 мільйони. Контракт на виконання початкової роботи було укладено з компанією «M. M. Sundt» із Тусона, Аризона, які повинні були розпочатися в грудні 1942. Гровз початково визначив, що на побудову необхідно $300000, втричі більше ніж оцінка робіт Оппенгеймером, із запланованою датою завершення в 15 березня 1943. Незабаром стало зрозумілим, що обсяг робіт по Проєкту Y є більшим ніж очікувалося, і до моменту коли «Sundt» завершив роботу 30 листопада 1943, було витрачено більше ніж $7 мільйонів. Компанія «Zia» взяла на себе відповідальність за технічне обслуговування в квітні 1946.
Попередньо Оппенгеймер оцінив, що роботу може бути виконана 50 науковцями і 50 техніками. Гровз потроїв цю кількість людей до 300. Фактичне населення, що включало і членів родин, до кінця 1943 було приблизно 3500 осіб, 5700 до кінця 1944, 8200 до кінця 1945 р, і 10000 близько 1946. Найбільш привабливими місцями для проживання були шість вже існуючих будинків із дерев'яного брусу і каменю, де колись розміщувалися директорат і факультет школи ранчо Лос Аламос. Це були єдині помешкання в Лос Аламос де були ванни, завдяки чому їх так і називали «Ванний ряд». В цих помешканнях жив Оппенгеймер, а його найближчим сусідом був капітан В. С. Парсонс, голова артилерійського і інженерного підрозділу. Будинок Парсонса був трохи більшим, оскільки Парсонс мав двоє дітей, в той час як в Оппенгеймера була лише одна дитина. Після ванного ряду наступними популярними приміщеннями було житло побудоване компанією «M. M. Sundt». Типові двоповерхові будинки могли вмістити чотири родини. Кожному апартаменті було дві або три спальні кімнати, кухня і невелика ванна кімната. Підрядник «Дж. Е. Морган і сини» збудували 56 збірних житлових будинків, які стали відомі як «Морганвілл».

## Розробка зброї гарматного типу

### Дослідження
В 1943, усі сили розробників були направлені на створення зброї із ядерним поділом гарматного типу із використанням плутонію, що мала назву Худий.  Три назви для всіх трьох розробок атомних бомб—Товстун, Худий, і Малюк—були запропоновані Сербером, який придумав їх через характерні форми цих бомб. «Худий» був довгим по формі пристроєм, а цю назву запозичили із однойменної детективної новели і фільму Дешилла Гемметта. Бомба товстун була округла і товста, і була названа на честь персонажу Сідні Ґрінстріта «Каспер Гутман» із фільму Мальтійський сокіл. Малюк був останнім, і був названий на честь персонажу Еліша Кука молодшого в тому ж фільмі, як згадує Гамфрі Богарт.
У квітні і травні 1943 р. було проведено ряд конференцій, які визначили план лабораторії на наступний рік. Оппенгеймер визначив критичну масу гаджету урану-235 за допомогою формули, що засновувалася на теорії дифузії, яку вивели Стен Френкель і Е. Нельсон в Берклі. Це дало оцінку для гаджету урану-235 із ідеальним відбивачем в 25 кг; але це було лише наближенням. Для спрощення воно засновувалося на припущеннях, зокрема про те, що всі нейтрони мали однакову швидкість, що всі зіткнення були пружними, і що вони були розподілені ізотропно, і на тому, що середня довжина вільного пробігу нейтронів в ядрі і відбивачі нейтронів були однаковими. Департамент Бете, зокрема група T-2 Сербера (теорія дифузії) і групи T-4 Феймена (проблеми дифузії), проведуть наступні чотири місяці в роботі над вдосконаленими моделями. Бете і Фейман також розробили формули для розрахунку ефективності реакції.
Жодна формула не є точнішою, ніж значення підставлені у неї; значення величини поперечного перерізу ядерної реакції були сумнівними, і ще не були визначені для плутонію. Вимірювання цих значень було б пріоритетним, але лабораторія виробила лише 1 грам урану-235, і лише декілька мікрограмів плутонію. Ця задача випала підрозділу Бахера. Група P-2 Вільямса (Електростатичний генератор) провела перший експеримент в липні 1943, у якому було використано більший із двох генераторів Ван де Граафа для вимірювання співвідношення нейтронів при розпаді плутонію по відношенню до їх кількості для урану-235. Це потребувало деякої участі Металургійної Лабораторії для отримання 165 мкг плутонію, які и в Лос Аламос змогли отримати 10 липня 1943 р.. Бехер зміг встановити, що кількість нейтронів при розпаді Плутонію-239 становила 2.64 ± 0.2, що приблизно в 1.2 рази більше ніж для урану-235. Тіттертон і Бойс МакДаніел із групи Вілсона P-1 (Циклотрон) намагалися виміряти час за який миттєві нейтрони будуть виділятися із ядра урану-235 при розпаді. Вони розрахували, що більшість нейтронів будуть виділятися менше ніж за 1 наносекунду. Подальші експерименти це також підтвердили. Підтвердження твердження теоретиків про те, що кількість нейтронів при поділі буде однакова у обох випадках як для швидких так і повільних нейтронів тривало довше, і воно не було завершене до осені 1944 року.
У вересі 1943 Лабораторію Лос Аламос відвідав Джон фон Нейман і взяв участь у дискусії з того, яку величину ураження може нанести атомна бомба. Він пояснював, що на відміну від невеликого вибуху, де руйнування пропорційне його імпульсу (середньому тиску вибуху помноженому на його тривалість), ушкодження від великих вибухів, таких як матиме атомна бомба, буде визначатися максимальним піковим тиском, який залежить від кубічного кореня його енергії. Тоді Бете розрахував, що вибух у 10 кілотонн тротилу (42 ТДж) призведе до надмірного тиску в 0.1 стандартної атмосфери (10 кПа) в радіусі 3,5 кілометра (2,2 милі), і таким чином завдасть серйозних пошкоджень в межах цього радіуса. Фон Нейман також висловив думку, що оскільки тиск збільшується коли ударна хвиля відбивається від твердих предметів, ураження буде сильнішим якщо бомба буде здетонована на висоті, що є порівнюваною із радіусом ураження, приблизно від 1 до 2 кілометрів.

### Розробка
Парсонс був призначений головою артилерійського і інженерного відділу в червні 1943 за рекомендацією Буша і Конанта. До штату відділу, Толмен, який був координатором з розробки гармати, залучив Джона Стрейба, Чарльза Крітчфілда і Сета Неддермейера з Національного інституту стандартів і технології. Початково відділ було організовано із п'яти груп, керівниками яких були МакМіллан із групи E-1 (Доказова база), Кеннет Бейнбридж із групи E-2 (Вимірювальна техніка), Роберт Брод із групи E-3 (Розробка Детонатора), Крітчфілд із групи E-4 (Снаряд, мішень і випуск) і Неддермеєр із групи E-5 (Імплозія). В осени 1943 було додано ще дві групи 1943, групу E-7 (Доставка) під керівництвом Нормана Рамзей і групу E-8 (Внутрішня балістика) під керівництвом Джозефа Гіршфельдера.

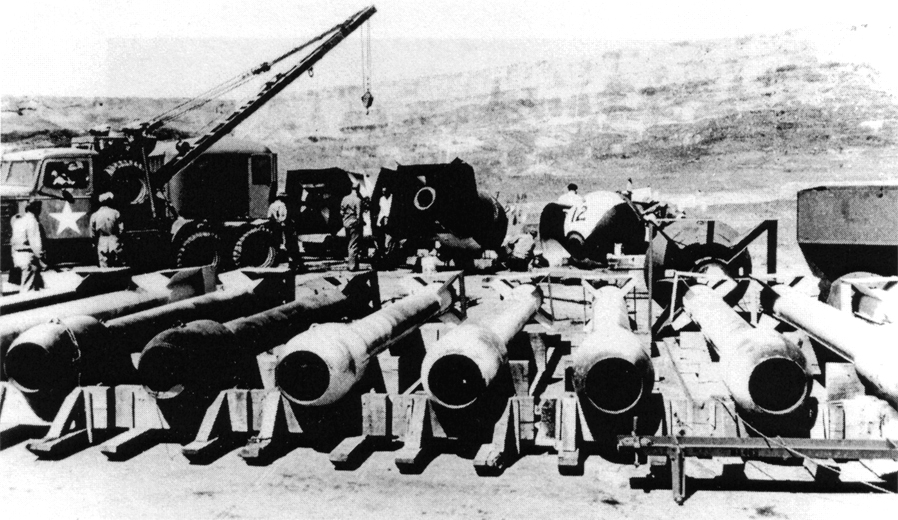
Ряд корпусів бомб Сін мен. Корпуси бомби Товстун видні на задньому фоні. Для їх переміщення використовувався евакуатор.

Доказова база була розміщена на Ранчо Якір (англ. Anchor Ranch). Гармата повинна була бути незвичайною, і її необхідно було розробити за умови відсутності ключових даних про критичну масу. Одним із критеріїв розробки було не, що гармата повинна мати швидкість дула в (910 м/с); що труба повинна важити лише 1 коротку тонну (0,91 т) замість типових 5 коротких тонн (4,5 т) для труби з такою енергією; як наслідок вона повинна була бути виготовлена із легованої сталі; і повинна мати максимальний тиск віддачі в 520000 кПа; і повинна мати три незалежні капсулі. Оскільки її потрібно вистрілювати лише один раз, ствол можливо зробити легшим ніж у традиційної пушки. А також немає необхідності в нарізанні або противовідкотних механізмах. Графіки тиску були розраховані під керівництвом Гіршфельдера в Інституті Карнегі до його переходу в Лабораторію Лос Аламос.
Доки очікували виготовлення гармати, яким зайнявся Naval Gun Factory, було випробувано декілька видів ракетного пального. Хіршфельдер відправив Джона Магі в експериментальну шахту, яка належала Гірничому бюро США в Брусетоні, штат Пенсильванія для тестування рушійної та запалювальної систем. Тестові постріли були проведені в Ранчо Якір із зброї калібром 3-дюйми (76 мм)/50. Це дозволило точно відлагодити контрольно-вимірювальні прилади. Перші дві труби прибули в Лос Аламос 10 березня 1944, а тестові постріли почалися в тому ж ранчо під керівництвом Томаса Олмстіда, який мав досвід з такої роботи з доказових випробувань у ВМС в Даглгрені, Вірджинія. Капсулі були випробування і було встановлено, що вони здатні працювати при значеннях тиску до 80 000 фунтів на квадратний дюйм (550 000 кПа). Група Броде дослідила системи з детонації із радіовисотомірами, радіодетонаторами і барометричними альтиметрами.
Тести проводилися із типом радіовисотоміру із частотною модуляцією, що відомий як AYD, а тип пульсу відомий як 718. Модифікації AYD були здійснені «Norden Laboratories Corporation» за OSRD контрактом. Коли уже було укладено контракт із виробником 718, RCA, стало відомо про появу нового радара для попередження зіткнень, AN/APS-13, який згодом назвали Archie, виробництво якого уже починалося, і який можна було адаптувати для використання радіо висотоміру. Третій виготовлений екземпляр було доставлено до Лос Аламос в квітні 1944. В травні його було перевірено на літаку AT-11. Після чого було проведено повномасштабне тестуванні із скидування в червні та липні. Вони були дуже успішними, тоді як AYD продовжував мати проблеми. Таким чином Archie було затверджено, хоча нестача їхніх одиниць в серпні 1944 року не дозволила провести повномасштабне руйнівне тестування. Тестування літака Silverplate Boeing B-29 Superfortress із муляжами бомби Худий були проведені на авіабазі Едвардс у березні та червні 1944 року.

## Плутоній
При зустрічі Виконавчого комітету S-1 14 листопада 1942 року, Чадвік висловив занепокоєння, що альфа-частинки, які випромінюються плутонієм можуть утворювати нейтрони із легких елементів, що присутні у вигляді домішок, які в свою чергу призведуть до поділу плутонію і спричинять предетонацію, ланцюгову реакцію до того, як ядро буде повністю зібране. Оппенгеймер і Сіборг розглядали це за місяць до того, і недавно розрахували, що випромінювачі нейтронів, такі як бор необхідно обмежити до однієї частини на сто мільярдів. Були деякі непевні сумніви, щодо того чи можна розробити хімічний процес, який би забезпечив такий рівень очищення, і Чадвік виніс це питання до уваги Виконавчого Комітету S-1. Через чотири дні, Лоуренс, Оппенгеймер, Комптон і МакМіллан повідомили Конанту про свою впевненість у тому, що такий рівень очищення можливо втілити.

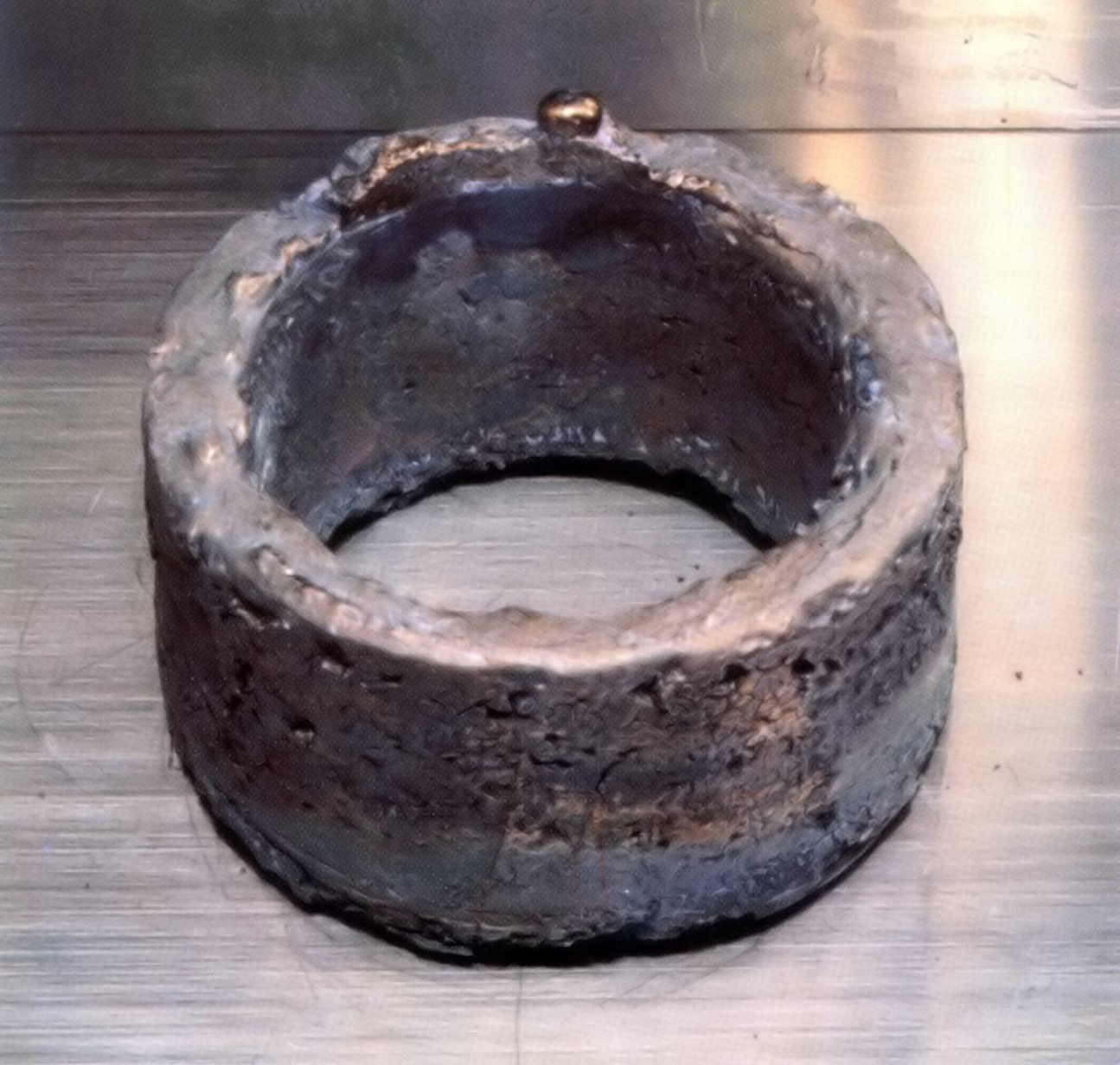
Кільце електроочищеного плутонію. Він має чистоту в 99.96 %, вагу 5,3 кг, і близько 11 см в діаметрі. Цього плутонію достатньо для ядра однієї бомби. Ця форма кільця забезпечує критичну безпеку.

Були доступні лише мікроскопічні кількості плутонію до того, як 4 листопада 1943 не почав функціонувати графітовий реактор X-10 на заводі «Clinton Engineer Works», але вже були деякі тривожні знаки. Коли металургійна лабораторія отримала фторид плутонія, він іноді мав світле забарвлення, іноді темного, хоча хімічний процес був однаковий. Коли зрештою їм вдалося отримати з нього метал плутонію в листопаді 1943, вимірювальна щільність становила 15 г/см3, а вимірювання за допомогою Рентгенівських методів розсіювання показали, що щільність становить 13 г/см3. Це було погано; припускалося що його щільність має бути однакова з ураном, близько 19 г/см3. Якщо ці нові отримані цифри правильні, то для бомби знадобилося б більше плутонію. Кеннеді не подобалися амбіції Сіборга і манери привертання уваги, і тому він разом із Артур Валь розробив процедуру очищення плутонію незалежно від групи Сіборга. Коли вони отримали зразок в лютому, цю процедуру було протестовано. Того місяця із металургійної лабораторії повідомили, що вони встановили що то були два різні фториди: той що мав світле забарвлення є Плутоній тетрафторид (PuF4) а темне — Плутоній трифторид (PuF3). Хіміки згодом знайшли спосіб їх відокремити, і перший, як виявилося, було легко очистити до металу. Вимірювання в березні 1944 показали, що щільність знаходиться між 19 і 20 г/см3.
Група Еріка Джета CM-8 (Металургія Плутонію) розпочала експерименти із металом плутонію, після того як в березні 1944 в лабораторії Лос Аламос були отримані перші грами матеріалу. Нагріваючи його, металурги відкрили п'ять значень температури між 137 та 580 °С (279 та 1076 °F), при яких він раптово починав поглинати тепло без підвищення температури. Це було достовірною ознакою існування декількох алотропів плутонію; хоча початково це вважали дуже малоймовірним. Подальші тестування підтвердили зміну стану при температурі близької до 135 °C (275 °F); він вступав у фазу δ, із щільністю в 16 г/см3. Сіборг стверджував, що плутоній має температуру плавлення приблизно від 950 до 1000 °С (від 1740 до 1830 °F), що близька до температури плавлення урану, але металурги в лабораторії Лос Аламос незабаром встановили, що він плавиться при температурі близької до 635 °C (1175 °F). Тоді хіміки повернулися до технік з усування з плутонію домішок легких елементів; але 14 липня 1944, Оппенгеймер повідомив Кеннеді, що це більше не є необхідним.

Плутоній має шість алотропів при атмосферному тиску: альфа (α), бета (β), гамма (γ), дельта (δ), дельта штрих (δ'), & епсилон (ε)

Нільс Бор і Джон Арчибальд Вілер в 1939 сформулювали поняття спонтанного поділу як механізму ядерного поділу. Першу спробу відкрити спонтанний поділ урану зробив Віллард Франк Ліббі, але він не зміг зафіксувати його. В Британії це розглядали Фріш і Тіттертон, і не залежно від них в Радянському Союзі — Георгій Фльоров і Костянтин Петржак в 1940; першого як правило вважають першовідкривачем. Комптон також чув від французького фізика П'єра Оже, що Фредерік Жоліо-Кюрі зафіксував дещо, що могло бути спонтанним поділом полонія. Якщо це правда, це могло завадити використанню полонія як ініціатора нейтронів; а якщо це так і для плутонія, це могло означати, що розробка бомби гарматного типу не працюватиме. В лабораторії Лос Аламос був встановлений консенсус, що це не правда, і що результати Джоліо-Кюрі були спотворені домішками.
В Лабораторії Лос Аламос, група Еміліо Сегре P-5 (Радіоактивність) провела вимірювання її для урану-234, −235 і −238, плутонія, полонія, протактинія і торія. Їх не дуже хвилював сам плутоній; їхня основна проблема полягала питанні, Чадвіка про взаємодію із домішками легких елементів. Сегре і його група молодих фізиків провели свій експеримент у старій дерев'яній кабіні Лісової Служби в каньйоні Паджаріто, що знаходилася в 14 милях (23 км) від Технічної Зони, щоб мінімізувати фонове випромінення, що надходить від інших дослідницьких зон в Лос Аламос.
До серпня 1943, вони мали хороші показники для всіх протестованих елементів крім плутонію, який вони не могли виміряти з достатньою точністю, оскільки мали всього п'ять зразків по 20 мкг, які були здобуті в 60-дюймовому циклотроні в Берклі. Вони встановили, що вимірювання проведені в Лос Аламос були більшими, ніж ті що були отримані в Берклі, які вони пояснили космічними променями, які є більш чисельними в Лос Аламос, що знаходиться на висоті 7300 футів (2200 м) над рівнем моря. Хоча їх вимірювання показали швидкість спонтанного поділу в 40 ділень на грам за годину, що було великим але прийнятним, але границя похибки була неприйнятно великою. У квітні 1944 вони отримали зразок із графітового реактору X-10. Тести одразу показали 180 ділень на грам за годину, що було неприйнятно великим. Бехеру випало повідомити про це Комптона, який був помітно потрясений. Підозри припали на плутоній-240, ізотоп, який ще не був виявлений але про існування якого вже були здогадки, він утворювався простим із ядра плутонію-239 поглинанням нейтрона. Але про що не здогадувалися до цього, це про те що він має високу частоту спонтанного поділу. Група Серге виміряла їх при 1,6 мільйонів поділів на грам за годину, у порівнянні з лише 40 на грам за годину для плутонію-239.  Це означало здобутий в реакторі плутоній був непридатним для використання в зброї гарматного типу. Плутоній-240 розпочав би ланцюгову реакцію занадто швидко, що спричинило б предетонацію яка б вивільнила достатньо енергії аби розсіяти критичну масу до того як зреагує достатня кількість плутонію. Була запропонована швидша гармата, але її знайшли не практичною. Так само і щодо можливісті розділити ізотопи, оскільки плутоній-240 навіть важче відокремити від плутонію-239 ніж уран-235 від урану-238.

## Розробка зброї імплозійного типу

Вибухові лінзи використовувалися для стиснення ядра, із матеріалом розщеплення, в середині ядерної зброї імплозійного типу.

Роботу над альтернативною розробкою бомби за методом, що тепер відомий як імплозійний, розпочала група Неддермейер E-5 (Імплозія). Сербер і Толмен мали задум імплозії при обговоренні на конференції в квітні 1943, за допомогою об'єднання матеріалу, що піддається поділу до купи для утворення критичної маси. Неддермейер взяв інший напрям, намагаючись зіштовхнути порожнистий циліндр із твердою перешкодою. Ідеєю було використати вибухові речовини аби роздушити ударом субкритичну кількість матеріалу поділу у меншу і більш щільнішу форму. Коли атоми, що розщеплюються, ущільнені ближче один до одного, частота захоплення нейтронів збільшується, і вони утворюють критичну масу. Металу необхідно пройти лише дуже невелику відстань, тому критична маса складається за багато менший час ніж це б відбувалося при використанні гарматного методу. Тоді ідея використання вибухових речовин у такий спосіб була досить новаторською. З метою полегшення роботи, на території ранчо Якір було створено невеликий завод для створення вибухових форм.
Протягом 1943 р. імплозію розглядали як резервний проєкт на випадок якщо буде доведено що гарматний тип є практично недосяжним з якихось причин. Теоретичні фізики такі як Бете, Оппенгеймер і Теллер були заінтриговані ідеєю конструкції атомної бомби яка б більш ефективно використовувала матеріал розпаду, і дозволили використовувати менш очищений матеріал. В цьому існували деякі переваги і викликало особливий інтерес у Гровза. Але в той час як дослідження імплозії Неддермейером в 1943 і на початку 1944 показували перспективу, стало очевидним, що задача буде набагато важчою із теоретичної і інженерної перспективи ніж розробка гармати. У липні 1943, Оппенгеймер написав Джону фон Нейману, звертаючись по його допомогу, і запропонував йому відвідати Лос Аламос де він би «краще усвідомити ідею цього проєкту трохи схожого на сюжет Бак Роджерс».
В той час, Нейман виконував роботу для Головного управління з озброєння ВМС, в Прінстонському університеті, на армійському Абердинському полігоні і NDRC. Оппенгеймер, Гровз і Парсонс звернулися до Толмена і контр-адмірала Вільяма Р. Парнелла відпустити фон Неймана. Він відвідав Лос Аламос з 20 вересня по 4 жовтня 1943. Використовуючи досвід із своєї недавньої роботи із вибухових хвиль і кумулятивних зарядів, що використовувалися в бронебійних снарядах, він запропонував використати високо-вибуховий заряд із формою, що б поширювало вибух у центр сферичного ядра. На зустрічі Правління 23 вересня було вирішено звернутися до Джорджа Кістяківського, відомого експерта з вибухівки, який працював для OSRD, аби той приєднався до Лабораторії Лос Аламос. Хоч і не дуже заохочений, він таки приєднався в листопаді. 16 лютого 1944 він став штатним співробітником, і став заступником Парсонса із вибухівки; МакМіллан став його заступником із гарматного типу. Максимальний розмір бомби визначався тоді розміром бомбового відсіку літака B-29, що становило від 5 до 12 футів (1,5-3,7 м).

Ядерна бомба імплозійного типу. В центрі знаходиться нейтронний ініціатор (червоним). Його оточують півкулі із плутонію. Існує невеликий повітряний проміжок (білим, що не є частиною дизайну бомби Товстун), а далі роздрібнений уран. Навколо нього знаходиться алюмінієвий штовхач (фіолетовим). Все це покрите вибуховими лінзами (брунатно-жовтий). Кольори є такими ж як і на попередньому малюнку.

До липня 1944, Оппенгеймер дійшов висновку, що плутоній не можна використовувати в бомбі із конструкцією у формі гармати, і затвердив імплозійний варіант. Зусилля було прискорені на розробку імплозійної бомби, кодова назва Товстун, і розпочалося це в серпні 1944 року коли Оппенгеймер здійснив широкомасштабну реорганізацію Лабораторії Лос Аламос так, щоб зосередитися на імплозії. Для розробки зброї імплозійного типу було створено дві нові групи, Підрозділ X (з вибухових речовин), який очолював Кістяківський та Підрозділ G (з гаджету) під керівництвом Роберта Бехера. Хоча Теллер був головою групи T-1 (Імплозія і Супер), Бете вважав, що Теллер проводить багато часу на концепт бомби Супер, якій Бете і Оппенгеймер віддавали малий пріоритет. У червні 1944, Оппенгеймер створив окрему групу, що присвячена Супер під керівництвом Теллера, який був безпосередньо відповідальний перед Оппенгеймером, і окрему групу T-1 (Імплозія), головою якої назначив Пейерльза. У вересні група Теллера стала групою F-1 (Супер і Загальна Теорія), частиною нового підрозділу F, очолюваному Фермі.
Новий концепт дизайну, який розробили фон Нейман і підрозділ T, зокрема Рудольфом Пейерльсом, який запропонував використовувати вибухові лінзи для фокусування вибуху в середину сферичної форми, використовуючи комбінацію повільних і швидких вибухових речовин. Під час візиту Джефрі Тейлора в травні 1944 виникли питання щодо стабільності взаємодії між ядром і трамбівки збідненого урану. В результаті дизайн став більш консервативним. В кінці було прийнято пропозицію Крісті, про те що ядро повинно бути суцільним, а не порожнистим. Розробка лінз які повинні детонувати із необхідною формою і швидкістю виявилася дуже повільною, важкою і викликала розчарування. Було протестовано декілька вибухових речовин перш ніж зупинилися на основі речовини composition B для швидкого вибуху і на основі баратолу, що давав повільний вибух. Кінцевий дизайн нагадував футбольний м'яч, із 20 шестикутними і 12 п'ятикутними лінзами, кожна з яких мала вагу близько 80 фунтів (36 кг). Для створення правильної детонації були необхідні швидкі, надійні і безпечні електричні детонатори, яких для надійності було по два для кожної лінзи. З цієї причини вирішили використовувати вибухово-мостові електродетонатори, новий винахід, який було створено в Лос Аламос групою очолюваною Луїсом Альваресом. Контракт на їх виробництво отримала компанія Raytheon.
Для вивчення поведінки ударних хвиль, що сходяться, Роберт Сербер придумав експеримент RaLa, у якому використовували радіоізотоп лантан-140 із недовготривалим життям, що є потенційним джерелом Гамма-випромінювання. Джерело гамма променів розмістили в центрі металевої сфери, яку оточували вибухові лінзи, які в свою чергу знаходилися в середині іонізаційної камери. Це дозволило відзняти динаміку вибуху за допомогою рентгену. Лінзи були розроблені в основному завдяки проведенню цих тестів. При описанні історії проєкту Лос Аламос, Девід Хокінс писав: «RaLa став найважливішим єдиним експериментом, який вплинув на фінальний дизайн бомби».
Поміж вибухових речовин був алюмінієвий ущільнювач товщиною в 4,5 дюйма (110 мм), який забезпечував плавний перехід від вибухових речовин порівняно малої щільності до наступного шару, ущільненого шару урану шириною в 3-дюйма (76 мм). Його основною задачею було утримувати критичну масу до купи настільки довго, наскільки це можливо, але він також і відбивав нейтрони назад до ядра. Деяка частина його також могла розщеплюватися. Аби уникнути можливої предетонації від зовнішнього нейтрона, він був покритий тонким шаром бору.

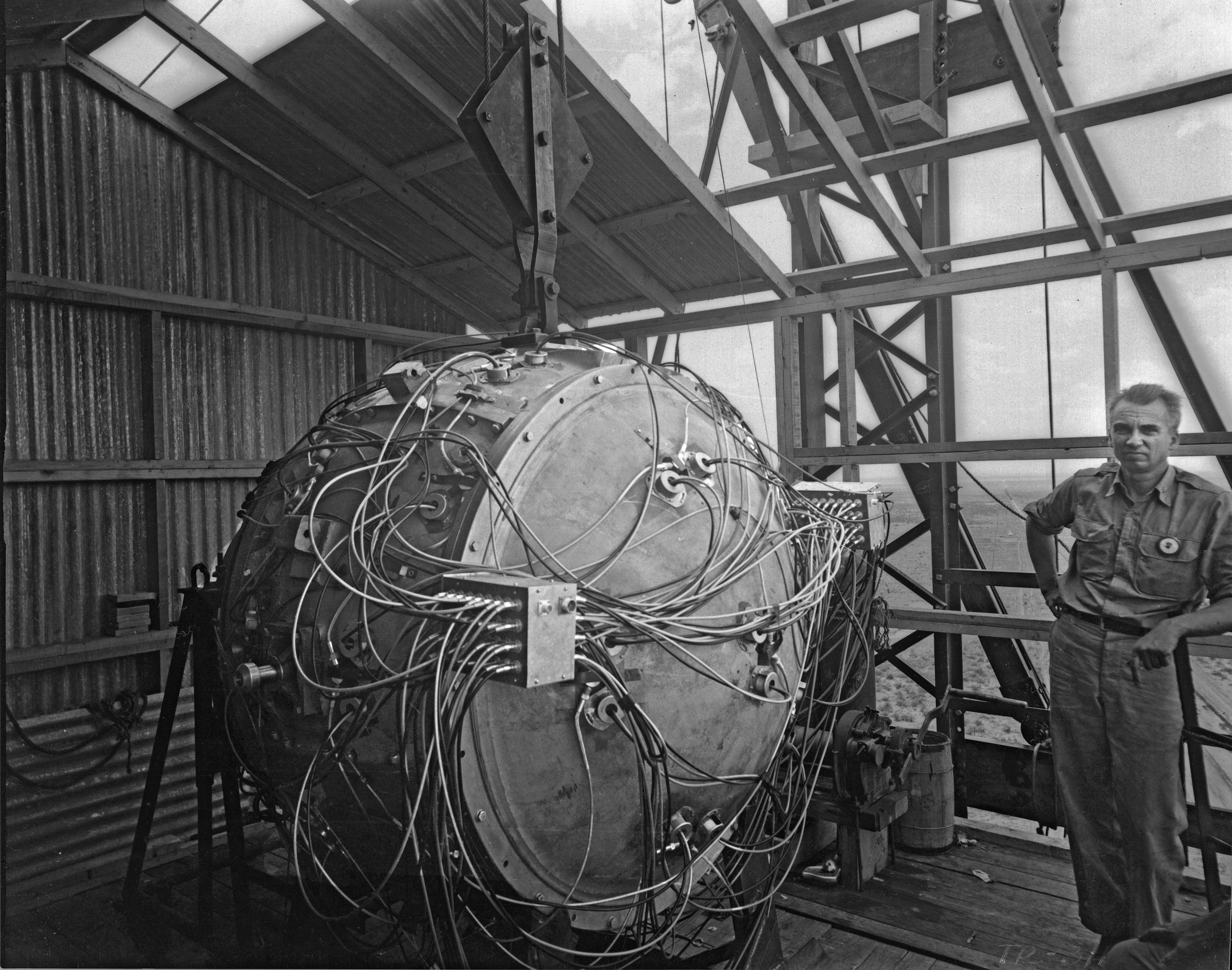
Норріс Бредбері, лідер групи із збірки бомби, стоїть поруч із частково зібраним Гаджетом на верху вежі при випробуванні Трініті. Згодом він став директором Лос Аламос після Оппенгеймера.

Плутонієво-берилієвий модульований нейтронний ініціатор, відомий як «їжак» через характерну форму, що нагадує морського їжака, був розроблений для запуску ланцюгової реакції у точно потрібний момент. Цю роботу разом із задачами з хімії і металургії радіоактивного плутонію очолював Чарльз Аллен Томас із компанії Монсанто, що стала відомою як проєкт Дайтон. Для тестування необхідно було мати до 500 Кюрі полонію на місяць, які Монсанто була здатна забезпечити. Уся зібрана конструкція була запакована в дюралюмінієвий кожух аби захистити бомбу від куль та зенітної зброї.
Головною задачею металургів було встановити як можна перетворити плутоній у сферу. Тривка фаза α, яка відбувається при кімнатній температурі переходить у пластичну фазу β при більших температурах. Згодом основна увага приділялася навіть більш піддатливій фазі δ яка як правило відбувалася при діапазоні температур від 300 до 450°С (від 572 до 842 °F). Було встановлено, що він був стабільним при кімнатній температурі якщо його сплавити з алюмінієм, але алюміній виділяє нейтрони, якщо його бомбардують альфа-частинки, що могло б тільки погіршити проблему предетонації. Тоді металурги дослідили плутоній-галієвий сплав, який дозволив стабілізувати фазу δ і який можна було сформувати під гарячим пресом аби утворити бажану сферичну форму. Оскільки виявилося, що плутоній легко іржавіє, сферу покривали нікелем.
Робота виявилася небезпечною. До завершення війни, половина досвідчених хіміків і металургів була відсторонена від роботи із плутонієм, коли недопустимий рівень радіоактивних елементів було знайдено в аналізі їхньої сечі. Невелика пожежа в Лос Аламос, яка сталася в січні 1945 породила страхи, що пожежа у плутонієвій лабораторії може усе місто, і Гровз започаткував спорудження нової будівлі для лабораторії з хімії і металургії плутонія, яка стала відома як «DP-site». Напівсфери першого плутонієвого ядра були виготовлені і передані 2 липня 1945 року. Три інші напівсфери були зроблені 23 липня і були доставлені трьома днями поспіль.

## Малюк
Після реорганізації Оппенгеймером лабораторії Лос-Аламос в липні 1944, робота із уранової зброї гарматного типу проводилася в рамках групи Френсіса Бірча O-1 (Гармата). Ідея полягала в тому, що у разі невдачі у розробці бомби імплозійного типу, принаймні можливим буде використати збагачений уран. Відтепер бомба гарматного типу повинна була працювали лише із збагаченим ураном, це дозволило значно спростити дизайн бомби Худий. Високошвидкісна гармата більше не була потрібна, і на заміну їй змогла прийти простіша зброя, і достатньо коротка, аби поміститися в бомбовий відсік B-29. Нову розробку назвали «Малюк».

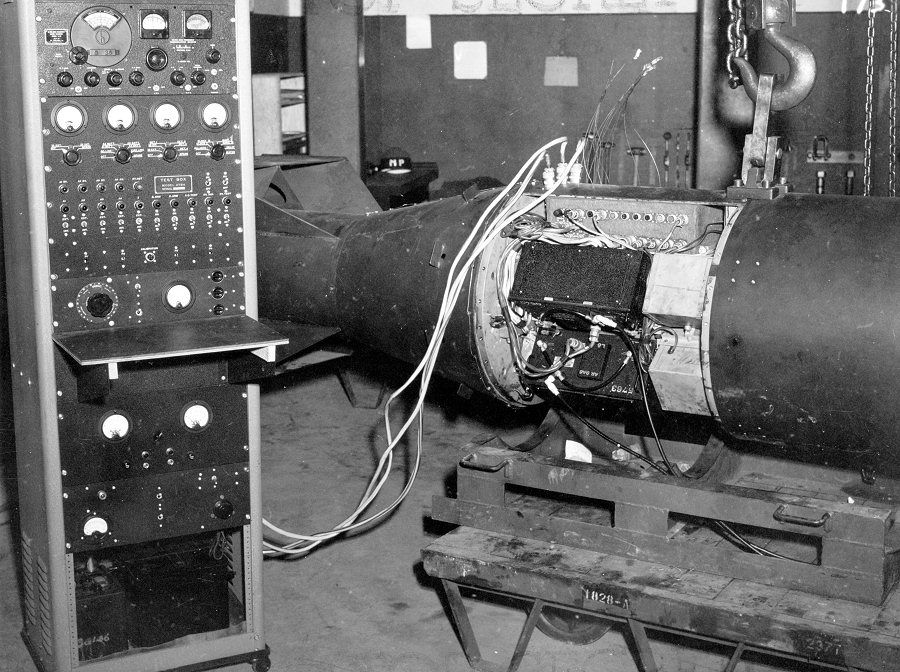
Елементи бомби Малюк підключені до тестового обладнання, ймовірно для тестування або зарядження компонентів пристрою

Перша партія злегка збагаченого урану (13-15 процентний уран-235) було доставлено з Ок-Ріджа в березні 1944. Вантаж із високо збагаченим ураном почав прибувати в червні 1944. Експерименти з критичності і Водяний Бойлер мали вищий пріоритет, тому металурги не отримали нічого до серпня 1944.  Тим часом, підрозділ CM проводив експерименти із гідридом урану. Відділ T розглядав його як перспективний активний матеріал. Ідея полягала в тому, що водень, який має властивість сповільнювача нейтронів буде компенсувати втрату ефективності, але, як потім згадував Бете, його ефективність була «незначною або меншою, ніж як стверджував Фейман», і цю ідею було полишено до серпня 1944.
В рамках Проєкту Еймс Френка Спеддінга було розроблено однойменний процес Еймс, що є методом виробництва металу урану у промислових обсягах, але Кирил Стенлі Сміт, керівник підрозділу CM в питаннях металургії, був занепокоєний у доцільності використання його із високозбагаченим ураном, через ризик утворення критичної маси. Високозбагачений уран крім того є набагато ціннішим за природний уран, тому він бажав уникнути навіть міліграмових втрат. Він підключив до роботи Річарда Бейкера, хіміка який працював разом із Спеддінгом, і разом вони адаптували процес Еймс для використання у лабораторії Лос Аламос. В лютому Бейкер і його група зробили двадцять 360 грамових редукцій і двадцять сім 500 грамових редукцій із високозбагаченим тетрафторидом урану.
Було запропоновано два дизайни гармати: Тип A був із високолегованої сталі, а тип B із більш звичайної сталі. Для виробництва було обрано тип B, оскільки такий варіант був легшим. Запал і пальне залишилися тими ж самими, що і були обрані для проєкту бомби Худий. Тестування із пострілом із масштабованого снаряду проводився з гарматою 3-дюймового/50 калібру і 20-мм гарматою Hispano. Починаючи із грудня, тестові постріли проводилися у повному масштабі. Дивовижно, але найперший тестовий зразок виявився найвдалішим, із тих що робилися. Його було використана у чотирьох випробуваннях із стрільби в ранчо Якір, Anchor Ranch, і в кінцевому рахунку у бомбі Малюк, яку було використано для бомбардування Хіросіми. Специфікації з розробки були завершені в лютому 1945, і були закладені контракти із виробництва компонентів. Для виконання було залучено три різні заводи, так що жоден не мав би копії повного дизайну. Гармату і затвор виробляла «Naval Gun Factory» в Вашингтоні; приціл, корпус і деякі інші компоненти виконував «Naval Ordnance Plant»; і хвостове оперення і монтажний каркас виконувала «Expert Tool and Die Company» в Детройті, Мічиган.
Щільний графік Бірча було порушено Гровзом в грудні, який наказав Оппенгеймеру віддати більший пріоритет зброї гарматного типу, над імплозійною бомбою, тому вона повинна була бути готовою 1 липня 1945. Сама бомба, за винятком уранового навантаження була готова на початку травня 1945. Снаряд з ураном-235 було завершено 15 червня, а ціль 24. Приціл і попередня збірка бомби (частково зібрана бомба без компонентів поділ) була відправлена з «Hunters Point Naval Shipyard», Каліфорнія, 16 липня на борту крейсера USS Indianapolis, який прибув 26 липня. Вкладиші для цілі прибули літаком 30 липня.
Хоча були проведені тестування компонентів із влучення в ціль та із викидування бомби, повного випробування ядерної зброї гарматного типу не було до бомбардування Хіросіми. Існував ряд причин, чому бомбу типу Малюк не випробовували. В основному через нестачу урану-235. Крім того, дизайн зброї був достатньо простим і необхідним вважали лише лабораторні тести із збірки бомби. На відміну від розробки бомби імплозійного типу, яка потребувала складного координування формованих вибухових зарядів, вважалося що зброя гарматного типу повинна впевнено спрацювати. Було проведено тридцять два випробування на повітряній базі в Вандовері, і лише один раз бомба не спрацювала. На останньому кроці була зроблена лише одна модифікація, що дозволила завантажувати порохові пакети із вибухівкою, що повинна була вистрілювати бомбу, у бомбовий відсік.
Небезпека випадкової детонації викликала занепокоєння щодо безпеки. Малюк мав базові механізми з безпеки, але випадкова детонація і при тому була ймовірною. Були проведені випробування чи може катастрофа призвести до руху «кулі» у «цільовий» циліндр і призвести масовий вихід радіації, або можливу ядерну детонацію. Вони показали, що для цього повинен статися удар в 500 разів більший за силу земного тяжіння, що є малоймовірним. Але існували побоювання, що удар чи вогонь можуть спровокувати вибухівку. Якщо половинки урану занурити у воду, вони піддаються ефекту сповільнення нейтронів. Хоча в такому стані він не спричинить вибух, можливим є широке радіоактивне забруднення. З цієї причини, у разі катастрофи пілотам давали настанову приземлятися на землю, а не у море.

## Водяний Бойлер
Водяний Бойлер був водяним ядерним реактором, що є типом ядерних реакторів в якому ядерним паливом є форма розчинного сульфату урану розчиненого у воді. Замість нітрату урану було обрано саме сульфат, оскільки поперечний переріз захоплення нейтронів сіркою є меншим ніж у азоту. Проєкт запропонував Бехер в квітні 1943 в рамках існуючої програми з вимірювання критичних мас в системах із ланцюговою реакцією. Він також вбачав у тому засіб тестування різних матеріалів у системах критичної маси. Підрозділ T опонував проєкту, оскільки в ньому вбачали відволікання від дослідження форм ланцюгових реакцій, що відбуваються в атомній бомбі, але Бехер переважав у своїй точці зору. Розрахунки, що були пов'язані із Водяним Бойлером зайняли надмірну кількість часу підрозділу T протягом 1943 року. Теорію реактора, яку розробив Фермі не можна було застосувати до Водяного Бойлера.
В 1943 році про побудову реакторів було відомо не багато. В рамках підрозділу P Бехера, було створено групу P-7 (Водяний Бойлер), під керуванням Дональда Керста, до якої входили Чарльз П. Бейкер, Герхарт Фридландер, Ліндсей Гельмгольц, Маршалл Холлоуей та Рамер Шрайбер. Роберт Крісті утворив групу T-1, що забезпечувала підтримку з теоретичних розрахунків, зокрема, розрахунок критичної маси. Він розрахував, що 600 грамів урану-235 утворять критичну масу подрібненої маси нескінченного розміру. Початково планували, Водяний Бойлер буде працювати із потужністю 10 кВт, але коли Фермі і Самуель Еллісон відвідали його в вересні 1943, і відійшли від запропонованого проєкту. Вони вказали на небезпеку декомпозиції уранової солі, і рекомендували зробити більш міцний корпус. Вони також відмітили, що будуть утворені радіоактивні продукти поділу, які необхідно буде усувати хімічним чином. Як наслідок, було вирішено, що Водяний Бойлер буде працювати лише з потужністю в 1 кВт доки не буде накопичено досвід з експлуатації, і за цей час не будуть вирішені питання щодо забезпечення його роботи при більшій потужності.
Крісті також розрахував площу, яка буде забруднена, якщо станеться раптовий вибух. Обрана місцевість у Каньйоні Лос Аламос знаходилася на безпечній відстані від міст і джерел постачання води. Місце мало назву Омега, коли його затвердила Адміністративна Рада 19 серпня 1943. Сконструювати Водяний Бойлер було не просто. Дві половинки сфери в 12.0625 дюйма (306.39 мм) із нержавіючої сталі потрібно було з'єднати шляхом електродугового зварювання, оскільки припій кородіював би із урановою сіллю. Група CM-7 (Різнобічна Металургія) отримала цеглини із оксиду берилію для Водяного Бойлеру в грудні 1943 і січні 1944. Вони були спресовані гарячими у графіті при температурі 1000 °C (1830 °F) при 100 фунтах на квадратний дюйм (690 кПа) по 5-20 хвилин. Було зроблено 53 цеглини, що були сформовані так аби відповідати формі котла, що буде всередині. Будівля у місцевості Омега була готова до 1 лютого 1944, а Водяний Бойлер було повністю зібрано до 1 квітня. Достатня кількість збагаченого урану прибула в травні щоб можна було почати роботу, і, і він перейшов в критичний режим 9 травня 1944. Це був лише третій в світі реактор, який це зробив, першими двома були реактор «Чиказька дровітня-1» в Металургійній Лабораторії і Графітовий Реактор X-10 в «Clinton Engineer Works». Покращене вимірювання поперечного перетину дозволило Крісті уточнити його критичну оцінку до 575 грамів. Насправді необхідно було лише 565 грамів. Точність такої попередньої оцінки здивувала Крісті більше за будь-кого іншого.
В вересні 1944, група P-7 (Водяний Бойлер) змінила назву на групу F-2, і стала частиною Підрозділу F Фермі. При завершенні запланованої серії експериментів в червні 1944, було вирішено перебудувати його на більш потужній реактор. Початкова мета в потужності 10 кВт була змінена до 5 кВт, що б дозволило мати простіші вимоги до охолодження. За оцінкою він мав потік нейтронів в 5 x 1010 нейтронів на квадратний сантиметр за секунду. Було встановлено водяне охолодження, разом із додатковими керуючими стрижнями. Цього разу було використано нітрат урану замість сульфату урану, оскільки перший було простіше знезаражувати. Кожух із берилієвої цегли було посилено довкола графітовими блоками, оскільки берилієву цеглу було важко виготовляти, і для того щоб уникнути (γ, n) реакції берилію, в якій нейтронами, що породжуються в реакторі утворюються Гамма-промені:
9Be + 
γ → 8Be + 
n — 1.66 МеВ
Реактор розпочав свою роботу в грудні 1944.

## Триніті

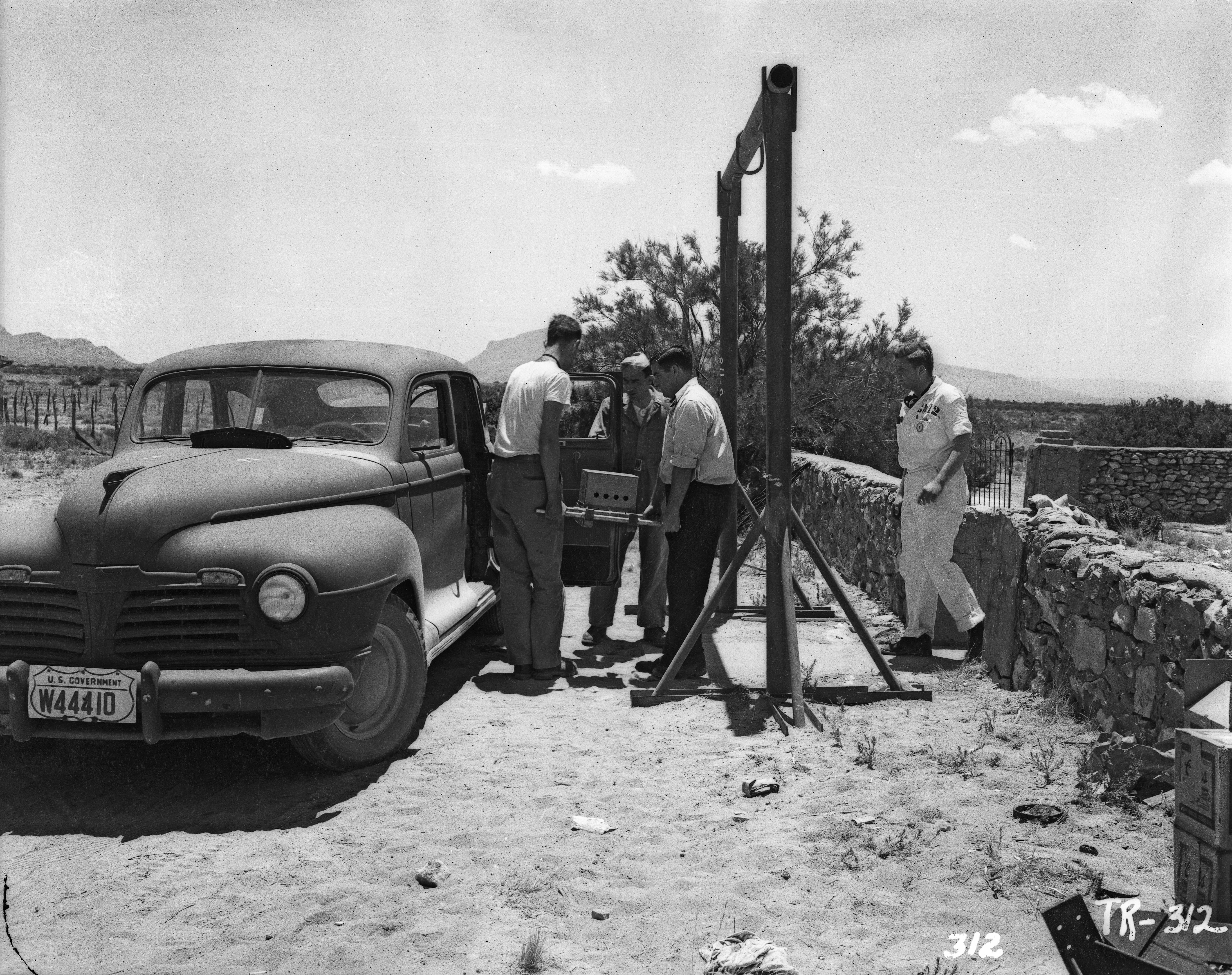
Герберт Лер і Гаррі Дагліан завантажують зібраний вкладиш, що містить плутонієве ядро і ініціатор у седан для транспортування із Будинку на Ранчо МакДональд на вежу Трініті

Через складність зброї імплозійного типу, не зважаючи на витрати матеріалу поділу, було ухвалено рішення про необхідність початкового випробування. Гровз затвердив рішення про проведення тесту, за умови що активний матеріал буде відновлено. Таким чином увагу було приділено контрольованому поділу, але Оппенгеймер замість цього вирішив провести повномасштабне ядерне випробування, що отримало кодову назву «Трініті». В березні 1944, відповідальність за проведення тесту було покладено на Кеннета Бейнбриджа, професора з фізики в Гарварді, який працював під керівництвом Кістяковського. Бейнбрідж вибрав для проведення цього випробування полігон для бомбардування біля військового аеродрому Аламогордо. Щодо будівництва військового табору Трініті і інших необхідних об'єктів Бейнбрідж працював із капітаном Самуелем П. Давалосом.
Гровзу не подобалася перспектива, що йому доведеться пояснювати комітету Сенату, щодо втрати плутонію вартістю в мільярди доларів, тому було зроблено циліндричний захисний контейнер під назвою «Джамбо» (англ. «Jumbo») для відновлення активного матеріалу у разі невдачі. Маючи розмір 25 футів (7,6 м) в довжину і 12 футів (3,7 м) в ширину, контейнер було виготовлено із використанням 214 тонн (217 т) заліза і сталі на підприємстві Babcock & Wilcox в Барбертоні, Огайо. До Нью Мексико його було доставлено у спеціальному залізничному вагоні, а до місця випробування ще принаймні 25 миль (40 км) транспортували за допомогою причепу, який тягнули два трактори. До моменту його прибуття упевненість в імплозійному методі була досить висока і доступного плутонію було достатньо, тому Оппенгеймер вирішив не використовувати його. Натомість, його розмістили на верху сталевої вежі в 800 ярдах (730 м) від зброї, за задумом для того, щоб визначити наскільки потужнім буде вибух. З рештою Джамбо вцілів, хоча сама вежа ні, що додало впевненості, що контейнер Джамбо міг б успішно втримати в собі шипучій вибух.

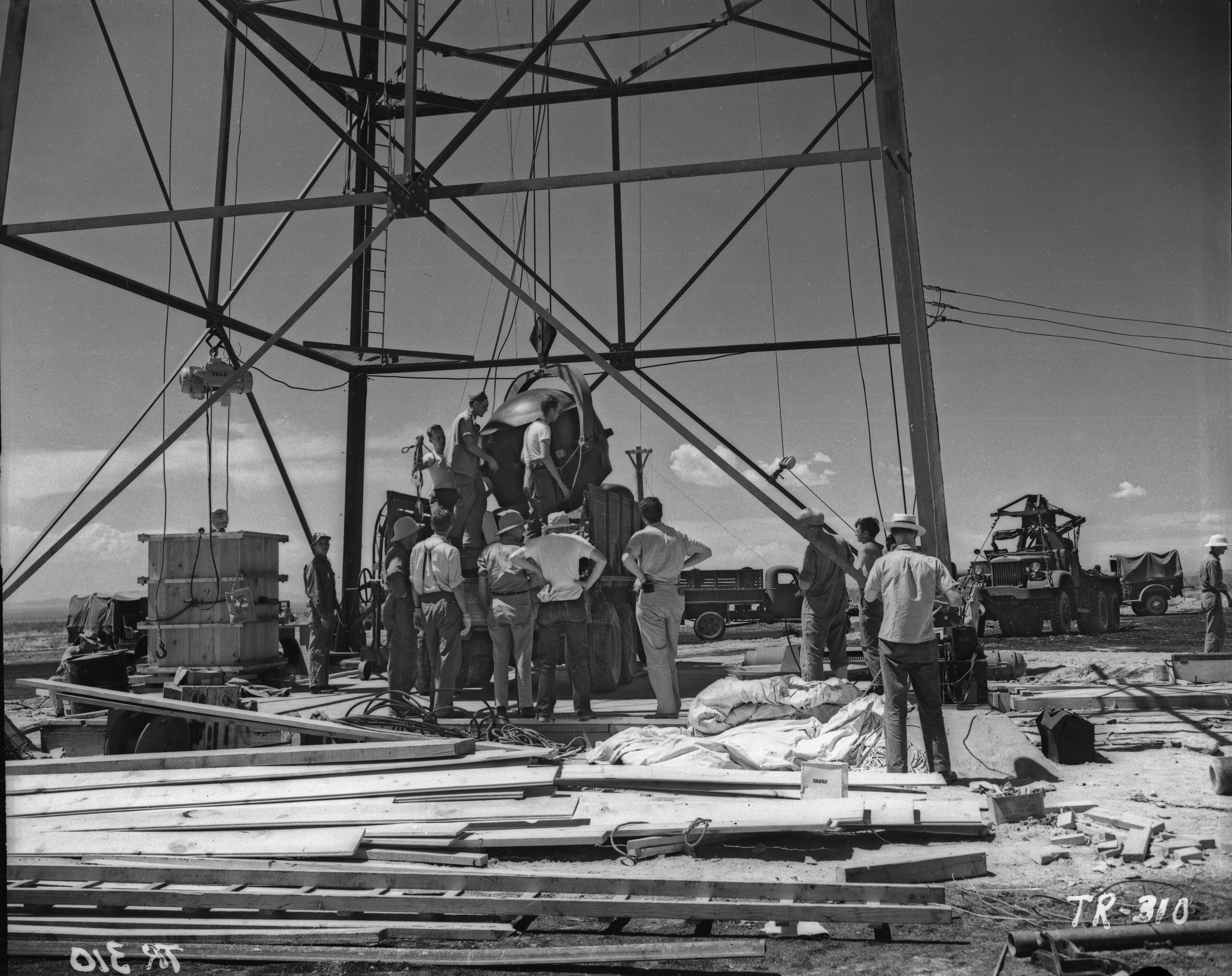
Вибухівка «гаджет» була розміщена на верхівці вежі для фінальної збірки.

Для калібрування обладнання було проведено попередній тестовий вибух 7 травня 1945. Була зведена дерев'яна тестова платформа висотою в 800 ярдів (730 м) від епіцентру і на неї було завантажено 108 коротких тонн (98 т) TNT начиненого продуктами ядерного поділу у вигляді опроміненого уранового шлаку із Hanford Site, який було розчинено і залито в трубку в середині вибухівки. За цим вибухом спостерігали Оппенгеймер і та новий заступник Гровза, бригадний генерал Томас Фаррелл. Попередній тест дозволив отримати дані, які підтвердили важливість проведення випробування Трініті.
При справжньому випробуванні, пристрій, що мав назву «гаджет», було піднято на верхівку сталевої вежі висотою в 100 футів (30 м), оскільки детонація на такій висоті краще б показала як зброя поводитиме себе при скидуванні вниз з бомбардувальника. Детонація в повітрі максимізує енергію, яка буде безпосередньо спрямована на ціль ураження, і утворює менше радіоактивне зараження. Гаджет було зібрано під керівництвом Норріса Бредбері поблизу Будинку ранчо Макдональд 13 липня, і на наступний же день її було піднято на башту. Спостерігали за випробуванням Буш, Чадвік, Конант, Фаррелл, Фермі, Гровз, Лоуренс, Оппенгеймер та Толман. О 05:30 16 липня 1945 гаджет вибухнув із енергією, що еквівалентна близько 20 кілотоннам TNT, і залишила по собі кратер із Тринітіта (радіоактивного скла) в пустелі шириною в 250 футів (76 м). Ударну хвилю відчували на відстані більше ніж 100 миль (160 км), а хмара гриба досягла висоти в 12,5 км (12,1 км). Вибух було чутно настільки сильно, що його почули у Ель-Пасо, Техасі, тому Гровз розповсюдив контр-версію про вибух складу боєприпасів на військовому полігоні в Аламогордо.

## Здоров'я та безпека
В Лос Аламос була створена медична програма яку очолював капітан Джеймс Нолан із Військового медичного корпусу США. На початку, була створена невелика лікарня на 5 місць для цивільних осіб, та три місця для військового персоналу. Більш серйозні випадки вирішувалися у Головному військовому госпітальні Брунса в Санта-Фе, але згодом стало зрозуміло, що це не задовольняє потребам, через довге перевезення та ризики безпеки. Нолан рекомендував об'єднати і розширити лікарню до 60 ліжок. Лікарня на 54 місця відкрилася в 1944, персоналом в якій були військові. В березні 1944 з'явився стоматолог. Офіцер ветеринарного корпусу, капітан Дж. Стівенсон, був призначений доглядати за сторожовими собаками.
Можливості лабораторії для медичних обстежень були обмежені, але деякі дослідження щодо впливу радіації були проведені, а саме поглинання і токсичний вплив металів, зокрема плутонію і берилію, що відбувалося в основному в результаті аварій. Група охорони здоров'я почала проводити аналіз сечі лабораторних працівників на початку 1945, і багато з них виявили небезпечний рівень плутонію. Робота у водяному бойлері також іноді отруювала робітників небезпечними продуктами поділу. У Лос Аламос було 24 смертельних нещасних випадків між часом її відкриття в 1943 і до вересня 1946. Більшість з них були будівельники. Померло четверо вчених, в тому числі Гаррі Даглян і Луїс Слотін в аваріях критичності при роботі із ядром-демоном.